# 木葉川
木葉川（このはがわ）は、熊本県北部を流れる菊池川水系の一級河川である。

## 地理
熊本県熊本市北区植木町上古閑付近に源を発し北流。玉名郡玉東町付近で西に進路を変える。そして玉名市付近で菊池川に合流する。

## 歴史
- 2006年（平成18年）6月 - 梅雨前線が活発化して豪雨。木葉川が氾濫した[1]。
- 2025年（令和7年）8月11日 - 県下に集中豪雨。玉東町内で氾濫し、川沿いの公共施設や複数の家屋が床上浸水した[2]。

## 流域の自治体
熊本県
熊本市（北区）、玉名郡玉東町、玉名市

## 並行する交通

### 道路
- 国道208号
- 熊本県道31号熊本田原坂線
- 熊本県道302号稲佐津留玉名線

### 公共交通
- 鹿児島本線 
  - 田原坂駅
  - 木葉駅

## 橋梁
- 新宮橋 - 熊本県道31号熊本田原坂線
- 第一轟橋 - 熊本県道31号熊本田原坂線
- 第二轟橋 - 熊本県道31号熊本田原坂線
- 二俣橋 - 熊本県道191号部田見木葉線
- 田崎橋 - 国道208号
- 津留橋 - 熊本県道302号稲佐津留玉名線

## 支流
- 神ノ木川
- 長谷川
- 中谷川
- 浦田川
- 白木川
  - 東山川
  - 菅谷川
  - 西安寺川
- 折口川
- 赤川
- 寺田川（分流）

## 周辺の施設
- 熊本市立菱形小学校
- 玉東町立玉東中学校

## 流域の観光地
- 田原坂